# 1598 Paloque
1598 Paloque este un asteroid din centura principală, descoperit pe 11 februarie 1950, de Louis Boyer.